# Eco Motors
Eco Motors Co. Ltd war ein australischer Hersteller von Automobilen.

## Unternehmensgeschichte
Der Neuseeländer George Hamilton-Grapes hatte ein Patent für eine Vorrichtung, mit der sich Benzin sparen ließ. 1921 reiste er in die USA. 1921 baute er in Detroit einen Prototyp. Nach seiner Rückkehr gründete er das Unternehmen in Melbourne mit Produktionsstätte in Oakleigh. Er begann 1922, 1923 oder 1924 mit der Produktion von Automobilen. Der Markenname lautete Eco. 1926 endete die Produktion. Nur wenige Fahrzeuge entstanden.

## Fahrzeuge
Der Prototyp von 1921 hatte einen Vierzylindermotor von Lycoming mit 2900 cm³ Hubraum.
Die Serienfahrzeuge erhielten einen etwas größeren Motor des gleichen Herstellers mit 3140 cm³ Hubraum, der 40 PS leistete. Die Kupplung kam von Borg & Beck, die Lenkung von Gemmer und die Instrumente von Stewart-Warner. Der Radstand betrug 282 cm und das Leergewicht des Tourenwagens 1145 kg. Der Benzinverbrauch war mit lediglich 8 Liter auf 100 km angegeben.